# Sarah Grey
Sarah Grey (Nanaimo, 19 de maio de 1996) é uma atriz canadense, mais conhecida por interpretar Alyssa na série de televisão The Order.

## Biografia e carreira
Grey nasceu em Nanaimo, Colúmbia Britânica, Canadá. Grey apareceu em programas como Almost Human e Bates Motel, interpretando a jovem Norma Bates. Seu primeiro papel no cinema veio em 2013, quando ela conseguiu o papel da filha de Jennifer Beals, Julia, no filme Cinemanovels, que foi uma Seleção Oficial 2013 para o Festival Internacional de Cinema de Toronto. Gray apareceu em vários filmes de televisão. Em agosto de 2016, Gray foi indicado para interpretar Courtney Whitmore/Stargirl na segunda temporada da série de televisão Legends of Tomorrow, da The CW.

Em abril de 2018, ela foi escalada para a série de drama da Netflix, The Order,aonde interpretará a protagonista feminina Alyssa.

## Filmografia

### Filme
| Ano  | Título                      | Papel           | Notas               |
| ---- | --------------------------- | --------------- | ------------------- |
| 2013 | Cinemanovels                | Julia           |                     |
| 2013 | Embrace of the Vampire      | Jovem Charlotte |                     |
| 2014 | For The Good of The Company |                 | Curta-metragem      |
| 2017 | Power Rangers               | Amanda          | [ 4 ]               |
| 2020 | Last Night in Suburbia      | Hailey          | Filme; pós produção |

### Televisão
| Ano           | Título              | Papel                        | Notas                                             |
| ------------- | ------------------- | ---------------------------- | ------------------------------------------------- |
| 2013          | Almost Human        | Lila                         | Episódio: "Perception"                            |
| 2014          | Bates Motel         | Young Norma                  | Episódio: "Check-Out"                             |
| 2015          | The Wrong Girl      | Sophia Allen                 | [ 5 ]                                             |
| 2015          | Liar, Liar, Vampire | Not Caitlin                  |                                                   |
| 2015          | A Mother's Instinct | Scarlett Betnner             |                                                   |
| 2016          | iZombie             | Frankie                      | Episódio: "Reflections of the Way Liv Used to Be" |
| 2016          | Lucifer             | Rose                         | Episódio: "#TeamLucifer"                          |
| 2016          | The Wedding March   | Julie Turner                 |                                                   |
| 2016          | Motive              | Nancy Bailin                 | Episódio: "The Dead Hand"                         |
| 2016          | Wayward Pines       | Abigail                      | Episódio: "Walcott Prep"                          |
| 2016          | Legends of Tomorrow | Courtney Whitmore / Stargirl | 3 Episódios                                       |
| 2016          | Mommy's Secret      | Denise Harding               | Filme de Televisão                                |
| 2017          | Story of a Girl     | Caitlin Spinelli             | Filme de Televisão                                |
| 2019–presente | The Order           | Alyssa Drake                 | Elenco principal                                  |